# Lago Pio
Il lago Pio è un lago sito a Villalago tra il monumento degli Alpini, il monumento ai Caduti e l'arboreto forestale gestito dalla guardia forestale del paese stesso, in provincia dell'Aquila.

## L'aspetto fisico
Il lago non ha emissari e immissari.
Secondo recenti studi, il lago avrebbe origini carsiche, le acque proverrebbero dal lago di Scanno mediante cunicoli sotterranei e non si tratterebbe di un semplice stagno che raccoglie solamente acqua piovana.
Ha una profondità massima di 6,5 metri ed una larghezza massima di 100.

## Fauna
Ittiofauna. Nel lago sono attualmente presenti le seguenti specie ittiche:
- Carpe
- Tinche
- Persici reali
- Scardole
- Cavedani
- Carpe Amur

Entomofauna. Si segnala:
- "Cavalletta nana del Sagittario" (Batrachidea inermis sagipta). Questa sottospecie fu segnalata per la prima volta nel 1923 (Hebard, 1923, "Trans. Amer. Entomol. Soc.", 49:174, Batrachidea inermis), poi riveduta negli aspetti tassonomici nel 1956 perché ci si accorse che essa presentava una varietà specifica molto localizzata nell'ambito dell'Alta Valle del Sagittario, da cui derivò la sottospecie sagipta (Grant Jr. H.J., 1956, "Trans. Amer. Entomol. Soc.", 82:79, Batrachidea inermis sagipta). Si pensava estinta finché non sono stati rinvenuti degli esemplari nel 1999 proprio nell'area del Lago Pio (Buzzetti & Carotti, 1999, "Atti Acc. Rov. Agiati", 8 B 7:42, Batrachidea inermis sagipta). Rara specie di insetto appartenente agli ortotteri tetrigidi. La sua peculiarità è legata alle ridotte dimensioni (l'adulto può raggiungere una lunghezza media massima di 15 mm) dovute all'isolamento geografico (nanismo insulare) a cui la specie è stata sottoposta nel corso della sua evoluzione, da qui la necessità di istituire la sottospecie sagipta, ben integrata nel territorio dell'Alta Valle del Sagittario. Dalla caratteristica colorazione bruna, assomiglia agli acrididi, ma si distingue facilmente per il pronoto prolungato all'indietro e raggiunge l'estremità dell'addome. Le ali anteriori sono ridotte a piccole scaglie, mentre quelle posteriori sono ben sviluppate, specialmente in determinate specie. Questo insetto vive sul suolo, in zone dove la vegetazione non è troppo fitta e spesso si trova sulle rive degli stagni e dei corsi d'acqua, avendo spiccate qualità natatorie. È  diurno e la sua attività è influenzata dalla temperatura. Non produce alcun suono udibile e non possiede organi uditivi. Si nutre principalmente di muschi e alghe e trascorre l'inverno allo stadio larvale o di adulto giovane. Le uova sono disposte a grappoli, incollate le une alle altre, ma non sono riunite da alcun involucro protettivo. Sono deposte nel suolo o nel muschio e le giovani larve escono nel giro di un mese.